# 久保田誓
久保田 誓（くぼた ちかし、1978年8月29日 - ）は、日本のアニメーター、キャラクターデザイナー。東京都出身。血液型B型。
東映アニメーション研究所を経て、XEBECに入社。その後、すしおの勧誘でガイナックスへ。
2010年代以降は、フリーのアニメーターとして様々な作品でキャラクターデザイン、作画監督などをメインに活動している。
2016年、『東京アニメアワードフェスティバル2016（TAAF2016）』にて、アニメーター賞を受賞。

## 参加作品

### テレビアニメ
1998年
- 快傑蒸気探偵団 TV ANIMATION SERIES（1998年 - 1999年、動画チェック、動画）

1999年
- 地球防衛企業ダイ・ガード（1999年 - 2000年、1話、2話、5話、6話、12話、16話、20話、21話、24話原画）
- ゾイド -ZOIDS-（1999年 - 2000年、48話、67話原画）

2000年
- ラブひな（4話、10話、11話、17話、24話、クリスマススペシャル原画）
- 人造人間キカイダー THE ANIMATION（9話原画）
- メダロット（46話原画）

2001年
- HAND MAID メイ（9話原画）
- ZOIDS新世紀Ø（5話原画）
- まほろまてぃっく（4話、12話原画）
- テイルズ オブ エターニア THE ANIMATION（OP、6話、13話原画）
- ゾイド新世紀スラッシュゼロ（5話、9話、13話原画）
- シャーマンキング（2001年 - 2002年、31話原画）

2002年
- アベノ橋魔法☆商店街（1話、3話原画）
- .hack//SIGN（13話原画）
- まほろまてぃっく〜もっと美しいもの〜（2002年 - 2003年、OP原画、1話ゲストメカニックデザイン、1話、10話作画監督、11話作監協力、1話、10話、11話、14話原画）
- おジャ魔女どれみドッカ〜ン!（2002年 - 2003年、40話原画）

2003年
- 明日のナージャ（2003年 - 2004年、OP、26話原画）
- ぷちぷり*ユーシィ（2002年 - 2003年、7話、26話原画）
- 鋼の錬金術師（2003年 - 2004年、OP2原画）
- PEACE MAKER鐵（1話原画）

2004年
- 十兵衛ちゃん2 -シベリア柳生の逆襲-（7話原画）
- この醜くも美しい世界（OP、第12話原画、1話、2話作画監督補）
- トランスフォーマー スーパーリンク（1話原画）
- 妄想代理人（10話原画）

2005年
- これが私の御主人様（OP原画）
- フタコイ オルタナティブ（9話原画）

2007年
- デルトラクエスト（OP原画）
- 天元突破グレンラガン（OP原画、14話、24話作画監督、5話、7話、8話原画）
- 電脳コイル（17話、25話、26話原画）
- ハヤテのごとく!（39話原画）

2008年
- 俗・さよなら絶望先生（9話B原画）
- ドラゴノーツ -ザ・レゾナンス-（25話原画）
- BLUE DRAGON 天界の七竜（ED作画）
- 屍姫 赫（キャラクターデザイン、OP作画監督）
- ミチコとハッチン（7話原画）

2011年
- フラクタル（4話原画）
- THE IDOLM@STER（17話原画）

2012年
- 新世界より（メインキャラクターデザイン、作画監督）
- ROBOTICS;NOTES（アニメキャラクターデザイン）

2013年
- スペース☆ダンディ（12話作画監督、原画、ツチノコデザイン）

2015年
- ワンパンマン（キャラクターデザイン・総作画監督）

2017年
- シックスハートプリンセス（2017年 - 、原画）

2018年
- 名探偵コナン（OP原画）
- SSSS.GRIDMAN（原画）

2022年
- 名探偵コナン 犯人の犯沢さん（OP原画）
- DRAGON QUEST -ダイの大冒険-（第98話原画）

2024年
- ドラゴンボールDAIMA（2024年 - 2025年、総作画監督・作画監督・原画）

### 劇場アニメ
1998年
- 機動戦艦ナデシコ -The prince of darkness-（動画）

2001年
- デジモンテイマーズ 冒険者たちの戦い（原画）

2002年
- デジモンテイマーズ 暴走デジモン特急（原画）
- DEAD LEAVES（原画）

2005年
- ONE PIECE THE MOVIE オマツリ男爵と秘密の島（キャラクターデザイン、作画監督）
- 劇場版ツバサ・クロニクル 鳥カゴの国の姫君（原画）

2006年
- 時をかける少女（作画監督）
- 劇場版 NARUTO -ナルト- 大興奮!みかづき島のアニマル騒動だってばよ（原画）

2012年
- ももへの手紙（原画）

2018年
- フリクリ プログレ（キャラクターデザイン）
- ドラゴンボール超 ブロリー（原画）

2022年
- ドラゴンボール超 スーパーヒーロー（作画監督）
- すずめの戸締まり（原画）

### OVA
2001年
- 怪童丸（原画）

2004年
- まかせてイルか!（原画）
- Re:キューティーハニー（OP原画）
- トップをねらえ2!（ - 2006年、2話メカニック作画監督、1話、4話原画）

### Webアニメ
- 亡念のザムド（2008年、11話原画）

### ゲーム
- 機動戦艦ナデシコ〜The blank of 3years〜（1998年、OP動画）
- テイルズ オブ デスティニー2（2002年、原画）
- テイルズ オブ シンフォニア（2003年、イベントアニメーション演出・作画監督、原画）
- テイルズ オブ レジェンディア（2005年、原画）